# Gajeta
Gajeta je morski ribarski čamac zaobljena trupa, šiljata pramca i krme, s jedrom. Dug između 6 (manji tip) i 12 metara (veći tip, opalubljen). Opskrbljen s 4 - 6 vesala, kojima se vesla stojećki. U Hrvatskoj bila je u uporabi od 18. stoljeća, najviše u srednjoj Dalmaciji. Poseban tip gajete, falkuša, gradio se u Komiži.

## Vanjske poveznice
- Gajeta Hrvatska tehnička enciklopedija, portal hrvatske tehničke baštine. LZMK